# Prolongamento da Estrada de Ferro da Bahia ao São Francisco
Prolongamento da Estrada de Ferro da Bahia ao São Francisco (1880-1896), renomeado para Estrada de Ferro do São Francisco (1896-1911), foi uma estrada de ferro que conectou os municípios baianos de Alagoinhas e Juazeiro.  

## A Companhia
Segundo Etelvina Rebouças Fernandes "quando a estrada de ferro que ligaria a Bahia ao São Francisco, partindo da Cidade do Salvador, então conhecida como "Cidade da Bahia", para alcançar a margem direita do Rio São Francisco, ficou paralisada por treze anos, estabeleceu-se uma ruptura do processo construtivo na ferrovia. Para atingir a meta original, foi necessário construir uma ligação de Alagoinhas a Juazeiro, que inicialmente denominada de "Prolongamento", o ponto em que parou a estrada inglesa, encontrava-se a uma distância de quatrocentos e cinquenta e dois quilômetros do porto de Juazeiro". Destaca Fernandes "o Prolongamento passou a ser designado por Estrada de Ferro do São Francisco, pelo Decreto n.º 2.334 de 31 de agosto de 1896, que também aprovou o regulamento da  estrada.  O  Capítulo  VIII,  do  Decreto nº  2.334,  referente  a  pessoal,  em  seu  artigo 40, determinava que o cargo de diretor deveria ser confiado a engenheiro nacional (BRASIL, 1896). A nova postura do Governo não deixava dúvidas de que a consciência nacionalista  disseminava-se  no  meio  ferroviário."

## Construção da Ferrovia
O projeto original pretendido pelos Governos da Bahia e Imperial era a construção de uma ferrovia que conectasse as cidades baianas de Salvador e Juazeiro. O primeiro contrato foi celebrado com os ingleses que criaram a Companhia Bahia and San Francisco Railway. Ao inaugurarem a Estação de Alagoinhas, em 13 de fevereiro de 1863, cumpriam com a construção das vinte primeiras léguas estabelecidas nos contratos, fazendo jus à garantia de juros de 7% acordados com os Governos Imperial e da Província da Bahia. Por não persistir mais tal garantia, os ingleses desistiram de construir o trecho entre Alagoinhas e Juazeiro.

Tendo o Governo Imperial por Lei n.º 1953, de 17 de junho de 1871 autorizado o prolongamento da Estrada de Ferro da Bahia ao São Francisco, depois de procedidos os respectivos estudos, resolveu o Governo Imperial contratar a organização de tais estudos, e para tal finalidade celebrou o respectivo contrato com o engenheiro Antonio Maria de Oliveira Bulhões sob condições, que foram aprovadas conforme Decreto nº 5.097, de 28 de setembro de 1872. Concluídos e apresentados pelo referido engenheiro os estudos, abriu o Ministério da Agricultura, por editais concorrência para a execução das obras que, efetivamente, foram contratados em 9 de março de 1876, os  empreiteiros  José  Marcelino  Pereira  de  Morais, José Augusto de Araújo, e os Bacharéis Raphael Archanjo Galvão Filho e Manuel Ignácio Gonzaga, para executarem o trecho da ferrovia de Alagoinhas a Senhor do Bonfim. Para o serviço de direção técnica e administrativa foi nomeado o pessoal sob a direção do engenheiro Antonio Augusto Fernandes Pinheiro.

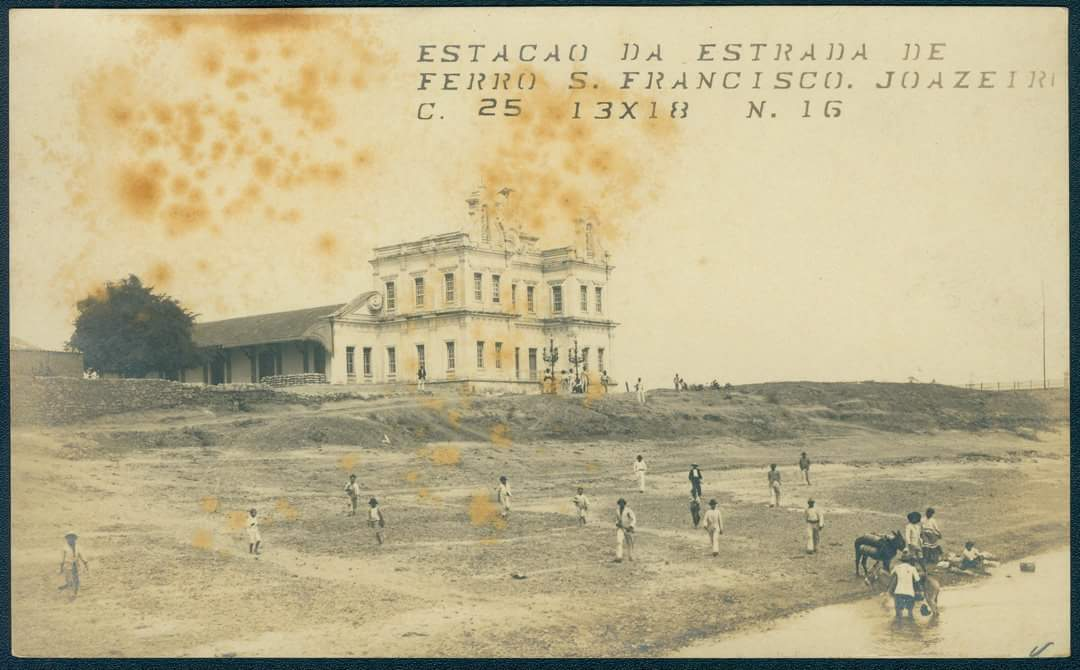
Estação de Juazeiro - Estrada de Ferro do São Francisco - Bahia

As instruções pelas quais teve de reger-se a comissão a cargo desse engenheiro foram expedidas por portaria de 26 de fevereiro 1876. Em 24 de abril de 1876, iniciou-se os trabalhos de revisão dos estudos. Em 26 de abril do de 1876, resolveu o Governo encarregar ao engenheiro Herculano Vellozo Ferreira Penna da compra, na Europa, material fixo e rodante para este prolongamento. As obras foram iniciadas a 25 de outubro de 1876 e, em 1977, ficaram terminados os trabalhos de revisão da ferrovia, desde Alagoinhas a Senhor do Bonfim, com extensão de 321,89 quilômetros, sendo a sua construção orçada em 16.700:000$000 (Dezesses mil e setecentos contos de réis) ou 30:000$000 (Trinta conto de réis), por quilômetro.
Em 18 de novembro de 1880 abriu-se ao tráfego o trecho de Alagoinhas a Serrinha com 110, 581 quilômetros, em 2 de janeiro de 1884 o de Serrinha a Salgadália com 36, 208 quilômetros e em 15 de setembro de 1884, o de Salgadália a Santaluz com 33, 707 quilômetros. Medindo portanto a extensão em trafego 180, 568 quilômetros. Por portaria do Ministério da Agricultura de 25 de janeiro de 1886 foram aprovadas provisoriamente novas tarifas para o transporte de cargas e passageiros.
Sobre o trecho Senhor do Bonfim a Juazeiro ressalta Fernandes "a  concorrência  para  a  construção  do  trecho  final  da  estrada    de  Vila  Nova  da Rainha,  atual  Bonfim,  a  Juazeiro,  compreendendo  132  quilômetros    teve  como ganhadores os empreiteiros Alfredo Augusto Borges, Luis Augusto Dias de Farias e Aluizio Ramos Acciolly, em 14 de agosto de 1888, ... por haverem estes engenheiros proposto  fazerem  as  obras  com  abatimento  de  7,5%  dos  preços  da  tabella  do governo (BAHIA...,1888 a, p. 2). Após muitos atrasos, a estrada foi concluída em 24 de fevereiro de 1896, tendo à frente o engenheiro Miguel de Teive e Argollo, que era, na época, o diretor da ferrovia, com extensão total de 452, 310 km."
Em Alagoinhas passaram a funcionar duas estações. A inaugurada pelos ingleses da Bahia and San Francisco Railway recebeu o nome de Alagoinhas e a da companhia Prolongamento da Estrada de Ferro da Bahia ao São Francisco recebeu o nome de São Francisco. A Estrada do Prolongamento adotou a bitola métrica enquanto a San Franscico Railway adotou a bitola 1,60m.  
| Trecho                | Abertura   | Km  |
| Alagoinhas - Serrinha | 18/11/1880 | 110 |
| Serrinha - Salgadália | 30/12/1883 | 36  |
| Salgadália - Santaluz | 15/09/1884 | 34  |
| Santaluz - Queimadas  | 06/02/1886 | 47  |
| Queimadas - Itiúba    | 15/04/1887 | 42  |
| Itiúba - S. do Bonfim | 31/08/1887 | 53  |
| S. Bonfim - Barrinha  | 02/06/1894 | 61  |
| Barrinha - Juazeiro   | 24/02/1896 | 70  |